# Élections législatives de 2012 dans les Landes
Les élections législatives françaises de 2012 se déroulent les 10 et 17 juin 2012. Dans le département des Landes, trois députés sont à élire dans le cadre de trois circonscriptions, soit le même nombre d'élus malgré le redécoupage électoral.

## Élus
|   | Circonscription | Député sortant    |  | Parti | Député élu ou réélu |  | Parti |
| - | --------------- | ----------------- |  | ----- | ------------------- |  | ----- |
| = | 1re             | Alain Vidalies    |  | PS    | Alain Vidalies      |  | PS    |
| ≠ | 2e              | Jean-Pierre Dufau |  | PS    | Jean-Pierre Dufau   |  | PS    |
| ≠ | 3e              | Henri Emmanuelli  |  | PS    | Henri Emmanuelli    |  | PS    |

## Impact du redécoupage territorial
- Première circonscription
- Deuxième circonscription
- Troisième circonscription

- Première circonscription
- Deuxième circonscription
- Troisième circonscription

Le canton de Peyrehorade passe de la 2e circonscription à la 3e.

## Résultats

### Résultats à l'échelle du département
| Parti          | Parti                              | Premier tour | Premier tour | Second tour | Second tour | Sièges |  |
| Parti          | Parti                              | Voix         | %            | Voix        | %           | Sièges |  |
| -------------- | ---------------------------------- | ------------ | ------------ | ----------- | ----------- | ------ |  |
|                | Parti socialiste                   | 87 538       | 48,65        | 66 679      | 59,85       | 3      |  |
|                | Europe Écologie Les Verts          | 4 580        | 2,55         |             |             | 0      |  |
|                | Majorité présidentielle            | 92 118       | 51,20        | 66 679      | 59,85       | 3      |  |
|                |                                    |              |              |             |             |        |  |
|                | Union pour un mouvement populaire  | 44 854       | 24,93        | 44 528      | 40,15       | 0      |  |
|                | Divers droite dont DLR et PCD      | 1 355        | 0,75         |             |             | 0      |  |
|                | Parti radical                      | 221          | 0,12         | 0           |             |        |  |
|                | Droite parlementaire               | 46 430       | 25,80        | 44 528      | 40,15       | 0      |  |
|                |                                    |              |              |             |             |        |  |
|                | Front national                     | 17 641       | 9,80         |             |             | 0      |  |
|                | Front de gauche                    | 14 057       | 7,81         | 0           |             |        |  |
|                | Mouvement démocrate                | 6 757        | 3,76         | 0           |             |        |  |
|                | Divers écologiste dont AÉI         | 1 617        | 0,90         | 0           |             |        |  |
|                | Extrême gauche dont LO, NPA et POI | 1 311        | 0,73         | 0           |             |        |  |
|                |                                    |              |              |             |             |        |  |
| Inscrits       | Inscrits                           | 297 071      | 100,00       | 202 461     | 100,00      | 3      |  |
| Abstentions    | Abstentions                        | 113 441      | 38,19        | 86 887      | 42,92       |        |  |
| Votants        | Votants                            | 183 630      | 61,81        | 115 574     | 57,08       |        |  |
| Blancs et nuls | Blancs et nuls                     | 3 699        | 2,01         | 4 367       | 3,78        |        |  |
| Exprimés       | Exprimés                           | 179 931      | 97,99        | 111 207     | 96,22       |        |  |

### Résultats par circonscription

#### Première circonscription (Mont-de-Marsan)
| Candidat       | Candidat                     | Parti                    | Premier tour | Premier tour | Second tour | Second tour |  |
| Candidat       | Candidat                     | Parti                    | Voix         | %            | Voix        | %           |  |
| -------------- | ---------------------------- | ------------------------ | ------------ | ------------ | ----------- | ----------- |  |
|                | Alain Vidalies sortant réélu | PS                       | 26 434       | 45,57        | 31 839      | 59,12       |  |
|                | Alain Dudon                  | UMP                      | 15 986       | 27,56        | 22 015      | 40,88       |  |
|                | Arnaud Lagrave               | RBM (FN)                 | 5 727        | 9,87         |             |             |  |
|                | Alain Baché                  | FG (PCF) (Divers gauche) | 3 462        | 5,97         |             |             |  |
|                | Philippe Cazaubon            | CpF (MoDem)              | 3 438        | 5,93         |             |             |  |
|                | Laurence Motoman             | EÉLV                     | 1 326        | 2,29         |             |             |  |
|                | Laurent Pinsolle             | DLR                      | 494          | 0,85         |             |             |  |
|                | Carole Carlier               | AÉI                      | 404          | 0,70         |             |             |  |
|                | Christian Sourbes            | POI                      | 320          | 0,55         |             |             |  |
|                | Serge Avignon                | PRV                      | 221          | 0,38         |             |             |  |
|                | Emmanuelle Couturier         | LO                       | 201          | 0,35         |             |             |  |
|                |                              |                          |              |              |             |             |  |
| Inscrits       | Inscrits                     | Inscrits                 | 97 693       | 100,00       | 97 684      | 100,00      |  |
| Abstentions    | Abstentions                  | Abstentions              | 38 592       | 39,5         | 41 826      | 42,82       |  |
| Votants        | Votants                      | Votants                  | 59 101       | 60,5         | 55 858      | 57,18       |  |
| Blancs et nuls | Blancs et nuls               | Blancs et nuls           | 1 088        | 1,84         | 2 004       | 3,59        |  |
| Exprimés       | Exprimés                     | Exprimés                 | 58 013       | 98,16        | 53 854      | 96,41       |  |

#### Deuxième circonscription (Dax)
| Candidat       | Candidat                        | Parti          | Premier tour | Premier tour | Second tour | Second tour |  |
| Candidat       | Candidat                        | Parti          | Voix         | %            | Voix        | %           |  |
| -------------- | ------------------------------- | -------------- | ------------ | ------------ | ----------- | ----------- |  |
|                | Jean-Pierre Dufau sortant réélu | PS             | 27 501       | 44,37        | 34 840      | 60,75       |  |
|                | Julien Dubois                   | UMP (NC)       | 16 065       | 25,92        | 22 513      | 39,25       |  |
|                | Jean-Marc Lespade               | FG (PCF) (PG)  | 6 551        | 10,57        |             |             |  |
|                | Laurence Monteil                | RBM (FN)       | 6 376        | 10,29        |             |             |  |
|                | Alain Godot                     | EÉLV           | 1 926        | 3,11         |             |             |  |
|                | Philippe Mouhel                 | CpF (MoDem)    | 1 480        | 2,39         |             |             |  |
|                | Jean-Pierre Pourrut             | DLR            | 861          | 1,39         |             |             |  |
|                | Michel Lefebvre                 | AÉI            | 433          | 0,70         |             |             |  |
|                | Pascal Castéra                  | LO             | 276          | 0,45         |             |             |  |
|                | Daniel Minvielle                | NPA            | 260          | 0,42         |             |             |  |
|                | Mélanie Bosquet                 | ÉI             | 254          | 0,41         |             |             |  |
|                |                                 |                |              |              |             |             |  |
| Inscrits       | Inscrits                        | Inscrits       | 104 784      | 100,00       | 104 777     | 100,00      |  |
| Abstentions    | Abstentions                     | Abstentions    | 41 555       | 39,66        | 45 061      | 43,01       |  |
| Votants        | Votants                         | Votants        | 63 229       | 60,34        | 59 716      | 56,99       |  |
| Blancs et nuls | Blancs et nuls                  | Blancs et nuls | 1 246        | 1,97         | 2 363       | 3,96        |  |
| Exprimés       | Exprimés                        | Exprimés       | 61 983       | 98,03        | 57 353      | 96,04       |  |

#### Troisième circonscription (Saint-Sever)
|                | Henri Emmanuelli sortant réélu | PS             | 33 603 | 56,07  |  |  |  |
|                | Marie-Filomène Labaste         | UMP            | 12 803 | 21,36  |  |  |  |
|                | Julien Antunes                 | RBM (FN)       | 5 538  | 9,24   |  |  |  |
|                | Isabelle Figuères              | FG (PCF)       | 4 044  | 6,75   |  |  |  |
|                | Henry-Louis Picquet            | CpF (MoDem)    | 1 839  | 3,07   |  |  |  |
|                | Bernadette Campagne-Ibarcq     | EÉLV           | 1 328  | 2,22   |  |  |  |
|                | Edith Dreistadt                | AÉI            | 331    | 0,55   |  |  |  |
|                | Marc Isidori                   | LO             | 254    | 0,42   |  |  |  |
|                | Corinne Morant                 | ÉI             | 195    | 0,33   |  |  |  |
|                |                                |                |        |        |  |  |  |
| Inscrits       | Inscrits                       | Inscrits       | 94 594 | 100,00 |  |  |  |
| Abstentions    | Abstentions                    | Abstentions    | 33 294 | 35,2   |  |  |  |
| Votants        | Votants                        | Votants        | 61 300 | 64,8   |  |  |  |
| Blancs et nuls | Blancs et nuls                 | Blancs et nuls | 1 365  | 2,23   |  |  |  |
| Exprimés       | Exprimés                       | Exprimés       | 59 935 | 97,77  |  |  |  |

### Résultats de la présidentielle dans les circonscriptions
| Circonscriptions | François Hollande | Nicolas Sarkozy | Député(e)         | Groupe | Groupe |
| ---------------- | ----------------- | --------------- | ----------------- | ------ | ------ |
| 1re              | 55,36 %           | 44,64 %         | Alain Vidalies    |        | SRC    |
| 2e               | 55,88 %           | 44,12 %         | Jean-Pierre Dufau |        | SRC    |
| 3e               | 59,81 %           | 40,19 %         | Henri Emmanuelli  |        | SRC    |